# 鐵金剛大破紫陽觀
《鐵金剛大破紫陽觀》是一部於1974年出品的動作電影，該片邀請曾於1969年的007電影《女王密使》中參演詹姆斯·龐德的演員喬治·拉贊貝。
此片非正宗007電影，但嚴格說起來也稱不上是外傳，只是打著007（鐵金剛）噱頭的一部動作片。

## 人物角色
- 李淑華：茅瑛
- Joseph Stoner：喬治·拉贊貝
- 王艷艷：丁珮
- 金浦：高城丈二
- 陳進：洪金寶

## 外部連結
- 豆瓣电影上《鐵金剛大破紫陽觀》的資料 （简体中文）
- 时光网上《鐵金剛大破紫陽觀》的資料（简体中文）
- 香港影庫上《鐵金剛大破紫陽觀》的資料（繁體中文）
- 互联网电影数据库（IMDb）上《鐵金剛大破紫陽觀》的资料（英文）